# نيناد ميلادينوفيتش
نيناد ميلادينوفيتش، هو لاعب كرة قدم صربي في مركز الهجوم، ولد في 13 ديسمبر 1976 في بلغراد في صربيا. شارك مع منتخب صربيا والجبل الأسود لكرة القدم. أما مع النوادي، فقد لعب مع ميتالورغ دونيتسك ونادي أو إف كيه بيوغراد ونادي أوبليتش ونادي الاتحاد ونادي شباب الأهلي ونادي غوانغجو آر أند إف ونادي غينت.

## وصلات خارجية
- نيناد ميلادينوفيتش على موقع اتحاد أوكرانيا (الإنجليزية)
- نيناد ميلادينوفيتش على موقع قاعدة بيانات كرة القدم.إي يو (الإنجليزية)
- نيناد ميلادينوفيتش على موقع ناشيونال فوتبول تيمز (الإنجليزية)
- نيناد ميلادينوفيتش على موقع Soccerway.com (الإنجليزية)